# Ursula Bredel
Ursula Bredel (geboren 1965) ist eine deutsche Sprachwissenschaftlerin.

## Leben
Ursula Bredel studierte Germanistik und Lernbereichspädagogik und in einem Ergänzungsstudium Linguistik, Neuere deutsche Literatur und Erziehungswissenschaften. Sie arbeitete nach dem 2. Staatsexamen von 1993 bis 1997 als Lehrerin. Von 1995 bis 1998 war sie Wissenschaftliche Mitarbeiterin an der FU Berlin, wo sie 1997 auch promovierte. Von 1998 bis 2002 war Bredel Wissenschaftliche Assistentin an der Universität zu Köln und ab 2002 Professorin für Linguistik an der Pädagogischen Hochschule Karlsruhe. Sie habilitierte 2004 an der Universität Karlsruhe. 2005 wurde sie Professorin für deutsche Sprache und ihre Didaktik an der Universität Köln. Seit 2010 ist sie Professorin für deutsche Sprache und ihre Didaktik an der Universität Hildesheim. Bredel ist seit 1999 Mitglied der Deutschen Gesellschaft für Sprachwissenschaft (DGfS). 
Bredel publiziert zur Textlinguistik, Orthographie und Grammatik. Ferner gehören zu ihren Forschungsinteressen Einfache Sprache, Genderfragen und die Integration von Literatur- und Sprachdidaktik.
Bredel wurde im Jahr 2018 in die Deutsche Akademie für Sprache und Dichtung aufgenommen.

## Schriften (Auswahl)
- Erzählen im Umbruch. Studie zur narrativen Verarbeitung der „Wende“ 1989. Stauffenburg, Tübingen 1999, ISBN 3-86057-718-2 (Zugleich: Berlin, Freie Universität, Dissertation, 1997).
- mit Norbert Dittmar: Die Sprachmauer. Die Verarbeitung der Wende und ihrer Folgen in Gesprächen mit Ost- und WestberlinerInnen. Weidler, Berlin 1999, ISBN 3-89693-143-1.
- als Herausgeberin mit Hartmut Günther, Peter Klotz, Jakob Ossner, Gesa Siebert-Ott: Didaktik der deutschen Sprache. Ein Handbuch (= UTB. 8235, Sprachwissenschaft, Pädagogik.). Teilband 1. Schöningh, Paderborn u. a. 2003, ISBN 3-8252-8235-X.
- als Herausgeberin mit Hartmut Günther: Orthographietheorie und Rechtschreibunterricht (= Linguistische Arbeiten. 509). Niemeyer, Tübingen 2006, ISBN 3-484-30509-6.
- Sprachbetrachtung und Grammatikunterricht (= UTB. 2890, Sprachwissenschaft, Pädagogik.). Schöningh, Paderborn u. a. 2007, ISBN 978-3-8252-2890-3.
- Die Interpunktion des Deutschen. Ein kompositionelles System zur Online-Steuerung des Lesens (= Linguistische Arbeiten. 522). Niemeyer, Tübingen 2008, ISBN 978-3-484-30522-9 (Zugleich: Karlsruhe, Universität, Habilitations-Schrift, 2004).
- als Herausgeberin mit Astrid Müller, Gabriele Hinney: Schriftsystem und Schrifterwerb. Linguistisch – didaktisch – empirisch (= Reihe Germanistische Linguistik. 289). de Gruyter, Berlin u. a. 2010, ISBN 978-3-11-023224-0.
- mit Nanna Fuhrhop, Christina Noack: Wie Kinder lesen und schreiben lernen. Francke, Tübingen 2011, ISBN 978-3-7720-8403-4.
- als Herausgeberin mit Tilo Reißig: Weiterführender Orthographieerwerb (= Deutschunterricht in Theorie und Praxis. 5). Schneider-Verlag Hohengehren, Baltmannsweiler 2011, ISBN 978-3-8340-0504-5.
- Interpunktion (= Kurze Einführungen in die germanistische Linguistik. 11). Winter, Heidelberg 2011, ISBN 978-3-8253-5852-5.
- mit Irene Pieper: Integrative Deutschdidaktik (= UTB. 4101, Schulpädagogik, Fachdidaktik Deutsch.). Schöningh, Paderborn 2015, ISBN 978-3-8252-4101-8.
- mit Christine Maaß: Ratgeber Leichte Sprache. Die wichtigsten Regeln und Empfehlungen für die Praxis. Dudenverlag, Berlin 2016, ISBN 978-3-411-75618-6.
- mit Christiane Maaß: Leichte Sprache. Theoretische Grundlagen, Orientierung für die Praxis. Dudenverlag, Berlin 2016, ISBN 978-3-411-75616-2.